# أبني (محطة مترو أنفاق لندن)
أبني (بالإنجليزية: Upney)‏ هي إحدى محطات مترو أنفاق لندن. تقع على خط ديستريكت أفتتحت في المنطقة (Zone) رقم 4 أفتتحت في 12 سبتمبر 1932.

## معرض صور

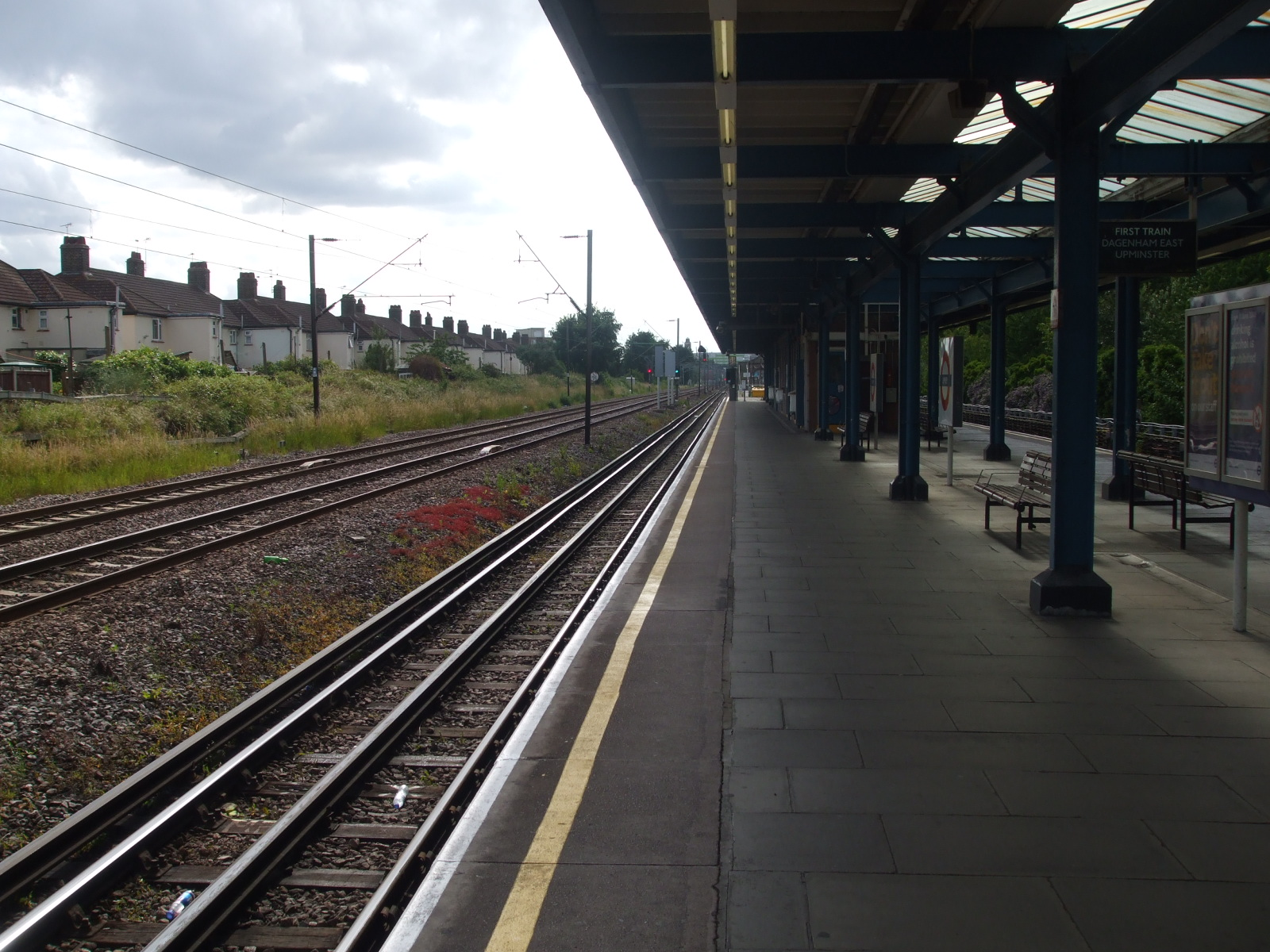
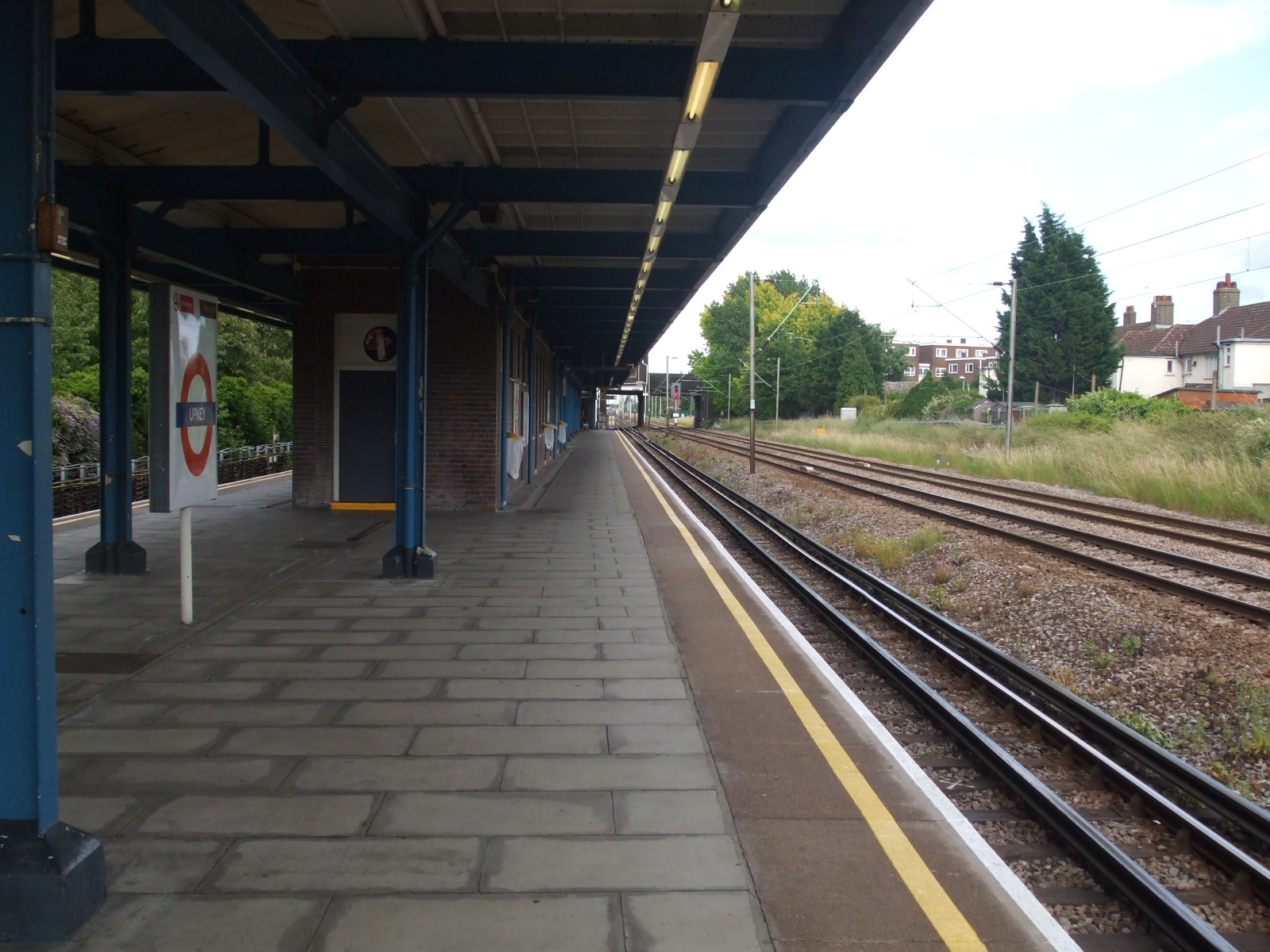
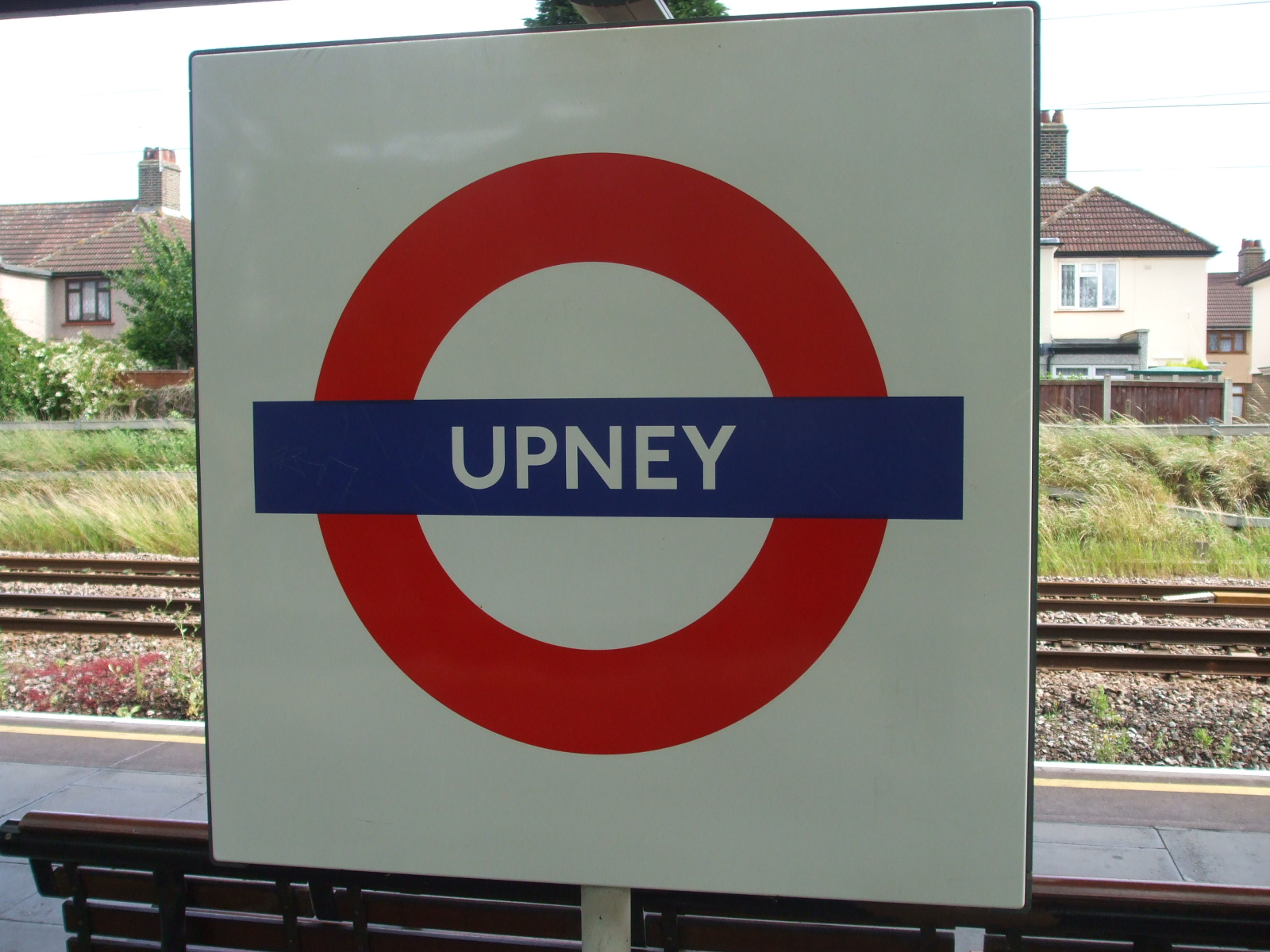